# Dolichoderus lamellosus
Dolichoderus lamellosus é uma espécie de formiga do gênero Dolichoderus.